# Phare d'Ocracoke
Pour les articles homonymes, voir Ocracoke.
Le phare d'Ocracoke (en anglais : Ocracoke Light) est un phare américain situé dans le comté de Hyde, en Caroline du Nord. Il a été construit sur l'île d'Ocracoke pour guider les navires dans le grau d'Ocracoke de la baie de Pamlico.
Il est inscrit au Registre national des lieux historiques depuis le 25 novembre 1977.

## Historique
Construit en 1823, il est le plus ancien phare en activité en Caroline du Nord et le deuxième plus ancien phare encore debout dans l'État. Le phare a été automatisé en 1955. Pendant les mois d'été, lorsqu'un garde-forestier de parc national des États-Unis est en service, les visiteurs peuvent accéder à la base du phare. L'accès au sommet du phare n'est pas autorisé car le simple escalier en colimaçon en acier ne présente un risque que pour les activités de maintenance.
Cependant, ce n'est pas l'escalier d'origine ; l'escalier d'origine était fait de marches en bois construite à l'intérieur du mur extérieur. Il a été supprimé dans les années 1950 en raison de la pourriture excessive des planches et de la nécessité d'un escalier de service en raison de l'automatisation de la lumière. Les escaliers en bois ont été enlevés et les trous du phare entièrement en brique ont été cimentés et fermés.